# Nefron

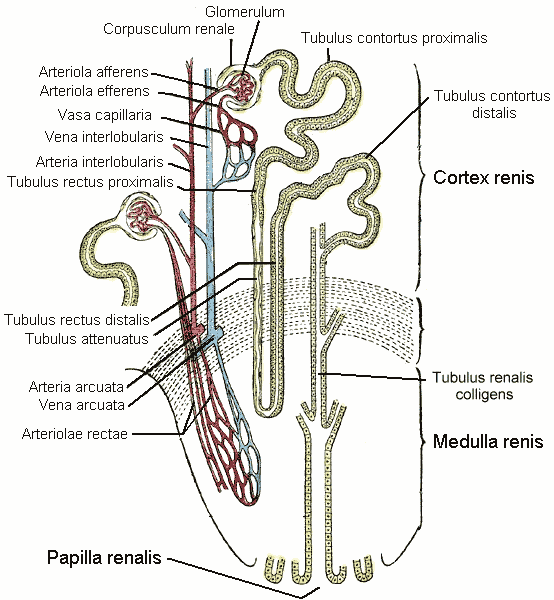
Struktura nefronu

Nefron je základní stavební a funkční jednotka ledviny.

## Stavba
Jeho základem je Bowmanovo pouzdro, ve kterém se nachází klubíčko vlásečnic glomerulus, dohromady nazývaných Malpighiho tělísko. Glomerulus je tvořen klubíčkem vlásečnic (přívodná a odvodná tepénka, kde se pomocí hladkého svalstva v cévě řídí tlak ve vlásečnici). Z glomerulů se do Bowmanova váčku odevzdává převážná část kapalných složek (kromě plazmatických bílkovin), zde vzniká tzv. ultrafiltrát (primární moč, které se za 24 hodin přefiltruje 170 až 200 litrů. Obsahuje ještě živiny, které se zpětně vstřebávají např. glukóza, a současně dochází k exkreci některých látek, např. léků.) Z Bowmanových váčků vystupují vinuté kanálky prvního řádu, uložené v kůře. Ty pokračují přes stočený kanálek prvního řádu (Proximální tubulus) až do Henleovy kličky (vniká do dřeně a otáčí se zpět do kůry. Henleova klička je místem tvorby hypertonické moči, dochází zde k velké resorpci vody), odkud putují přes stočený kanálek druhého řádu (distální tubulus) dál až k místu, ve kterém ústí do sběrného kanálku. Postupným přefiltrováním vzniká sekundární moč, která se skládá převážně z vody, močoviny a chloridu sodného. Jejich vyústěním jsou kanálky sběrací (silnější). Ty ústí do ledvinové pánvičky (pelvis renalis).